# 최양호
최양호(崔養浩, 일본식 이름: 武山養浩다케야마 요코, 1882년 12월 4일 ~ 1950년 12월 12일)는 대한제국의 관료이며 일제강점기에는 조선총독부 중추원 참의를 지냈다. 본적은 강원도 춘천군 춘천면이다.

## 생애
강원도 춘천군 출신이다. 어릴 때는 한문을 수학했고, 1902년에 통신국 주사로 임명되어 강원도 관찰부에서 근무하는 등 대한제국의 관리로 일했다.
1910년 한일 병합 조약 체결과 함께 조선총독부 군수로 승진했다. 강원도 영월군 군수직에서 2년간 재임한 뒤 1912년에 퇴관했다. 퇴임한 후로는 면협의원, 춘천금융조합장, 강원도 평의원 등을 지내며 춘천 지역의 유지로 활동했다.
1933년에 중추원 참의에 임명되었다. 1935년 총독부가 편찬한 《조선공로자명감》에 실려 있으며, 1936년에 《조선중앙일보》 기사에 "춘천을 길러낸 5대 은인" 중 한 명으로 꼽히기도 했다.
1934년에는 천도교 최린 계열이 결성한 시중회에서 평의원을 지냈고, 1941년 태평양 전쟁 지원을 위해 발족한 조선임전보국단에서는 강원도 발기인을 맡은 바 있다.
2002년 발표된 친일파 708인 명단의 중추원 부문과 2008년에 민족문제연구소가 공개한 친일인명사전 수록예정자 명단의 중추원, 관료, 친일단체 부문에 선정되었으며 2009년 친일반민족행위진상규명위원회가 발표한 친일반민족행위 705인 명단에도 포함되었다.

## 같이 보기
- 조선총독부 중추원
- 시중회
- 조선임전보국단

## 참고자료
- 최양호 - 국사편찬위원회
- 친일인명사전편찬위원회 (2004년 12월 27일). 《일제협력단체사전 - 국내 중앙편》. 서울: 민족문제연구소. 391,578쪽쪽. ISBN 8995330724.